# (32122) 2000 LD10
2000 أل دي 10 (ويعرف أيضًا باسم (32122) 2000 أل دي 10 وفق تسمية الكوكب الصغير) (بالإنجليزية: 2000 LD10)‏ هو كويكب ضمن حزام الكويكبات؛ وترتيبه 32122 من حيث الاكتشاف.
اكتُشف هذا الجُرم الفلكي بواسطة بحث لنكولن عن الكويكبات القريبة من الأرض في 7 يونيو 2000.

## وصلات خارجية
- (32122) 2000 LD10 في قاعدة بيانات مختبر الدفع النفاث لأجرام النظام الشمسي الصغيرة

- الاكتشاف · مخطط المدار ·  العناصر المدارية · المعلمات المادية

- (32122) 2000 LD10 على موقع ويكي سكاي: DSS2, SDSS, GALEX, IRAS, Hydrogen α, X-Ray, Astrophoto, Sky Map, Articles and images